# فيصل بن تركي بن ناصر آل سعود
فيصل بن تركي بن ناصر بن عبد العزيز آل سعود (1973 -) رئيس سابق لنادي النصر السعودي وشخصية رياضية سعودية. والده هو الأمير تركي بن ناصر بن عبد العزيز آل سعود ووالدته هي الأميرة نورة بنت سلطان بن عبد العزيز آل سعود. جدته لأبيه هي الأميرة موضي بنت أحمد بن محمد السديري خالة الملك فهد بن عبد العزيز وأشقائه.

## مؤهلاته العلمية
حائز على درجة البكالوريوس في تخصص إدارة الأعمال من الولايات المتحدة، كما حاز بعدها على درجة الماجستير في تخصص السياسة الدولية من جامعة جونز هوبكينز كلية سايز في الولايات المتحدة.

## موهبته الشعرية
عُرف عن الأمير فيصل بن تركي شاعريته، وله قصائد شهيرة سبق أن تغنى بها عدد من الفنانين أبرزهم راشد الماجد في قصيدة «ما أبي أسمع رجاوي»، و«ما ينساك ابد قلبي».

## الشعر و الأغنية
تعاون الأمير فيصل بن تركي مع أبرز نجوم الأغنية العربية ومنها أعمال خالده ما زالت تردد حتى الآن .
	•	راشد الماجد 
	⁃	رجاوي  
	⁃	انت غير الناس 
	⁃	ما ينساك أبد قلبي  
	⁃	كيف أنسى
	⁃	نصّي الأجمل 
•	عبادي الجوهر 
	⁃	كيف أوصلك
	•	ماجد المهندس
	⁃	خذ عيوني  
	⁃	يا مالي عيني
	•	أصاله 
	⁃	بعض الأحيان 
	⁃	لو حصل 
	•	أحمد الهرمي 
	⁃	ودي بالنسيان
	•	أميمه طالب 
	⁃	ضعت منك
	⁃	مانيب ناسي
	•	عبدالله رشاد
	⁃	المطر
	•	راشد الفارس 
	⁃	أهلين بالفرقا 
	•	في أبريل عام 2025 ظهر ميني ألبوم يحمل إسم " فيصليّات " الذي تضمّن أربعة أعمال غنائية من كلمات الأمير فيصل بن تركي.

## بدايته مع الرياضة
- رأس اللجنة الرباعية لدعم النادي باللاعبين عام 2007 وفي عام 2008 عيّن نائب للرئيس، وبعد ذلك بسنة تم تكليف سموه برئاسة مجلس إدارة نادي النصر السعودي، ويكنى بـأبو تركي، وهو مشهور رياضيًا بلقب كحيلان والذي اطلقته جماهير نادي النصر بعدما تكفل بإقامة حفل تكريم للأسطورة ماجد عبد الله.
- منذ ريعان شبابه وعشق النصر يكبر مع كل هدف وبعد كل بطولة، كما أن انضمام سمو والده صاحب السمو الملكي الأمير تركي بن ناصر بن عبد العزيز آل سعود رئيسًا لهيئة أعضاء الشرف ولدعمه للنادي عظيم الأثر في زيادة العشق لهذا الكيان، كان الأمير فيصل متابع بإسهاب لجميع مباريات الفريق وكان يناقش أصدقاءه عن وضع الفريق مما زاد تعلقه بالنادي، ابتعد الأمير فيصل عن المملكة العربية السعودية لإكمال دراسته الجامعية في الولايات المتحدة، هذا البعد لم يعق العاشق الصغير من متابعة الفريق بالرغم من عدم توفر القنوات الفضائية الناقلة لمباريات النصر ذلك الوقت، حيث كان يطلب من موظف السنترال بقصر والده الاتصال عليه ووضع السماعة بالقرب من التلفزيون لسماع المباراة كاملة، بالرغم من أن عدد من المباريات تبدأ في وقت مبكر من اليوم.
- بدأ بالدعم المادي للأمير فيصل خلال زياراته المتقطعة للنادي حيث كان مقيمًا في مدينة الخبر بالمنطقة الشرقية، وقد كانت رغبة الأمير بعدم ظهور هذا الدعم بعدًا عن الشهرة، وقد وقف مع النادي قبل وأثناء المشاركة العالمية في البرازيل، حيث تكفل باللاعب خريستو ستويتشكوف، وقد توالى الدعم حتى ظهرت المفاجئة حيث قام بالتكفل بصفقة اللاعب فهد الغشيان وانتقاله من الغريم التقليدي لنادي النصر.
- استقطب منذ دخوله للوسط الرياضي ما يزيد على المائة لاعب وصرف قرابة المائة وعشرون مليون ريال.
- حقق لقب كأس ولي العهد السعودي عام 2014م.
- حقق لقب الدوري السعودي الممتاز عام 2014 حقق لقب الدوري السعودي الممتاز عام 2015.

## نهاية رئاسته
في بداية العام 2018 أعلن فيصل بن تركي اعتزاله الوسط الرياضي بعد أيام قليلة من حل مجلس إدارة نادي النصر برئاسته وإعفائه، وتكليف مجلس إدارة جديد مؤقت برئاسة سلمان بن فهد المالك حتى نهاية الموسم الحالي.

## مناصب سابقة
- شغل منصب المستشار الخاص لسفير خادم الحرمين الشريفين بالولايات المتحدة الأمريكية، آنذاك، الأمير بندر بن سلطان بن عبد العزيز آل سعود.
- شغل منصب نائب رئيس الشؤون السياسية في سفارة خادم الحرمين الشريفين بالولايات المتحدة الأمريكية.
- نائب رئيس الملحق التعليمي في سفارة خادم الحرمين الشريفين بالولايات المتحدة الأمريكية.
- نائب رئيس الملحق الصحي في سفارة خادم الحرمين الشريفين بالولايات المتحدة الأمريكية.
- نائب رئيس الشؤون السياسة في سفارة خادم الحرمين الشريفين بالولايات المتحدة الأمريكية.
- المستشار الخاص للأمير بندر بن سلطان بن عبد العزيز آل سعود سفير خادم الحرمين الشريفين بالولايات المتحدة الأمريكية.

## حياته العائلية
- كان متزوجاً من الأميرة ريما بنت بندر بن سلطان بن عبدالعزيز آل سعود. وله منها الأميرة سارة، والأمير تركي.[3]
- كان متزوجاً من الأميرة العنود بنت مشعل بن محمد بن سعود بن عبد العزيز آل سعود. وله منها الأميرة نورة[4]، والأميرة لطيفة.[5]
- كان متزوجًا من الأميرة لمى بنت فواز بن ناصر بن فهد الفيصل بن فرحان آل سعود، ولم ينجب منها.[بحاجة لمصدر]

## الجوائز
- حصل على الجائزة الدولية لصناع التنمية والسلام من المركز العربي الأوروبي لحقوق الإنسان والقانون الدولي في النرويج عام 2022م.[6]

## وصلات خارجية
- فيصل بن تركي على تويتر